# Nada Inada
Nada Inada (なだ いなだ, 8 de junio de 1929 - junio de 2013) era el seudónimo de un psiquiatra japonés, escritor y crítico literario activo a finales del período Shōwa e inicios del período Heisei en Japón. Su seudónimo es de la lengua española de la frase "nada y nada".

## Biografía
Nada nació en el distrito de Magome de Tokio, pero se crio durante parte de su juventud en Sendai. Se graduó de la Escuela de Medicina de la Universidad de Keio. Uno de sus compañeros de estudios fue Kita Morio, que alentó su interés por la literatura y la lengua francesa. Más tarde viajó a Francia con una beca del gobierno. Su esposa es francesa.
La especialidad médica de Nada es la psiquiatría, en particular en el tratamiento del alcoholismo, y fue jefe del Departamento de Abuso de Sustancias del Hospital Nacional situado en Yokosuka, Kanagawa.
Una de sus primeras novelas, réplica, fue nominado para el prestigioso premio Akutagawa.